# Vladimir Borovikovski
Vladimir Loukitch Borovikovski (en russe : Владимир Лукич Боровиковский ; en ukrainien : Володимир Лукич Боровиковський, Volodymyr Loukytch Borovykovsky), né le 24 juillet 1757 (4 août dans le calendrier grégorien) à Mirgorod et mort le 6 avril 1825 (18 avril dans le calendrier grégorien) à Saint-Pétersbourg, est un peintre d'origine ukrainienne, portraitiste, qui a dominé l'art russe de la fin du XVIIIe siècle au début du XIXe siècle. Il fut l'élève de Levitski.

## Galerie de portraits

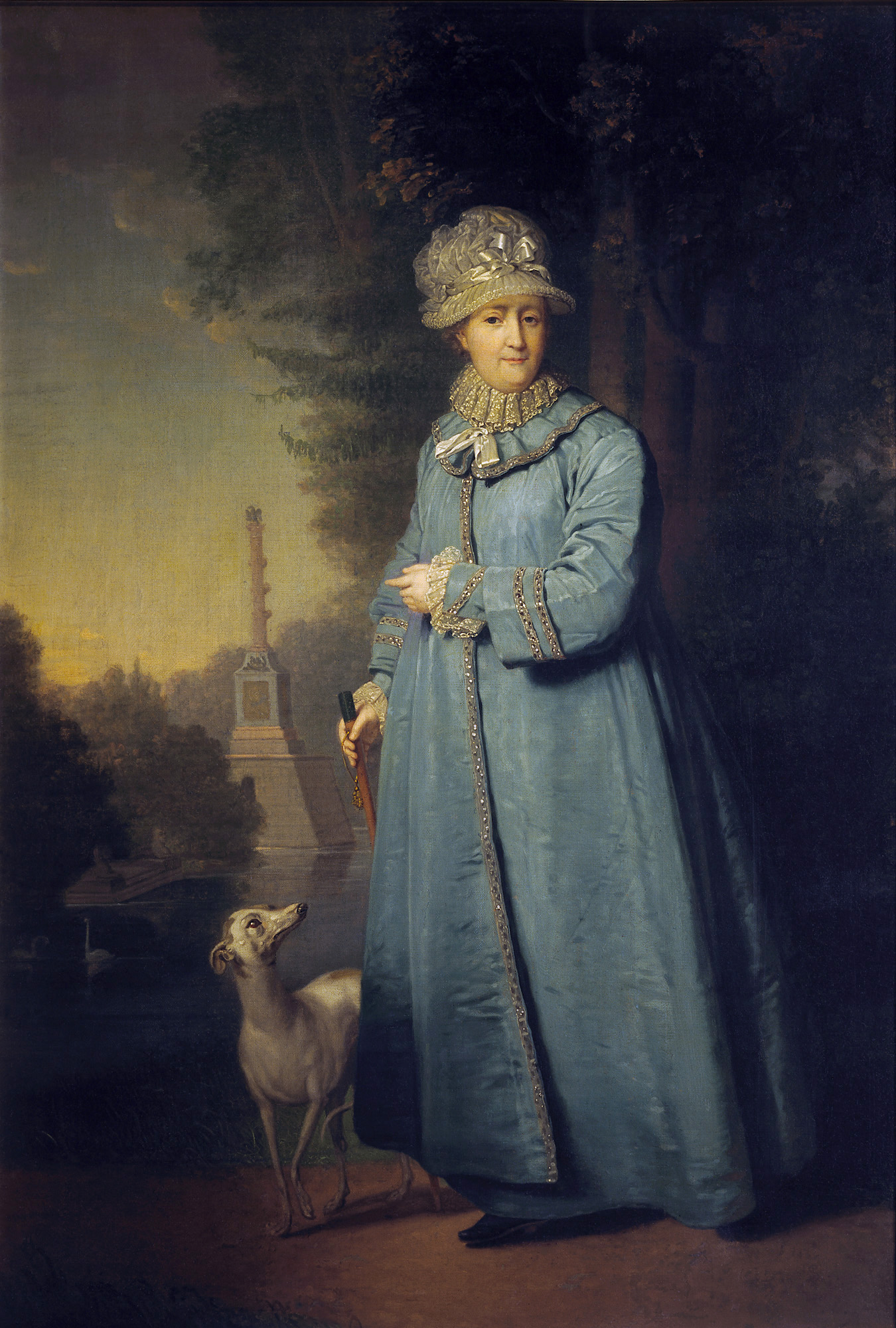
Catherine II à Tsarskoïe Selo, 1794
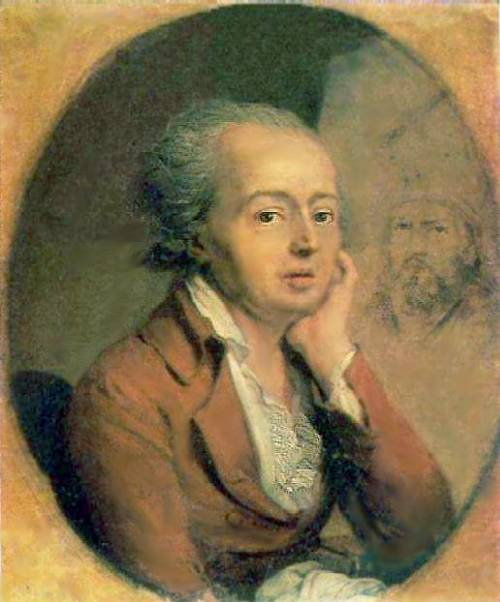
Portrait de Dmitri Levitski, 1796
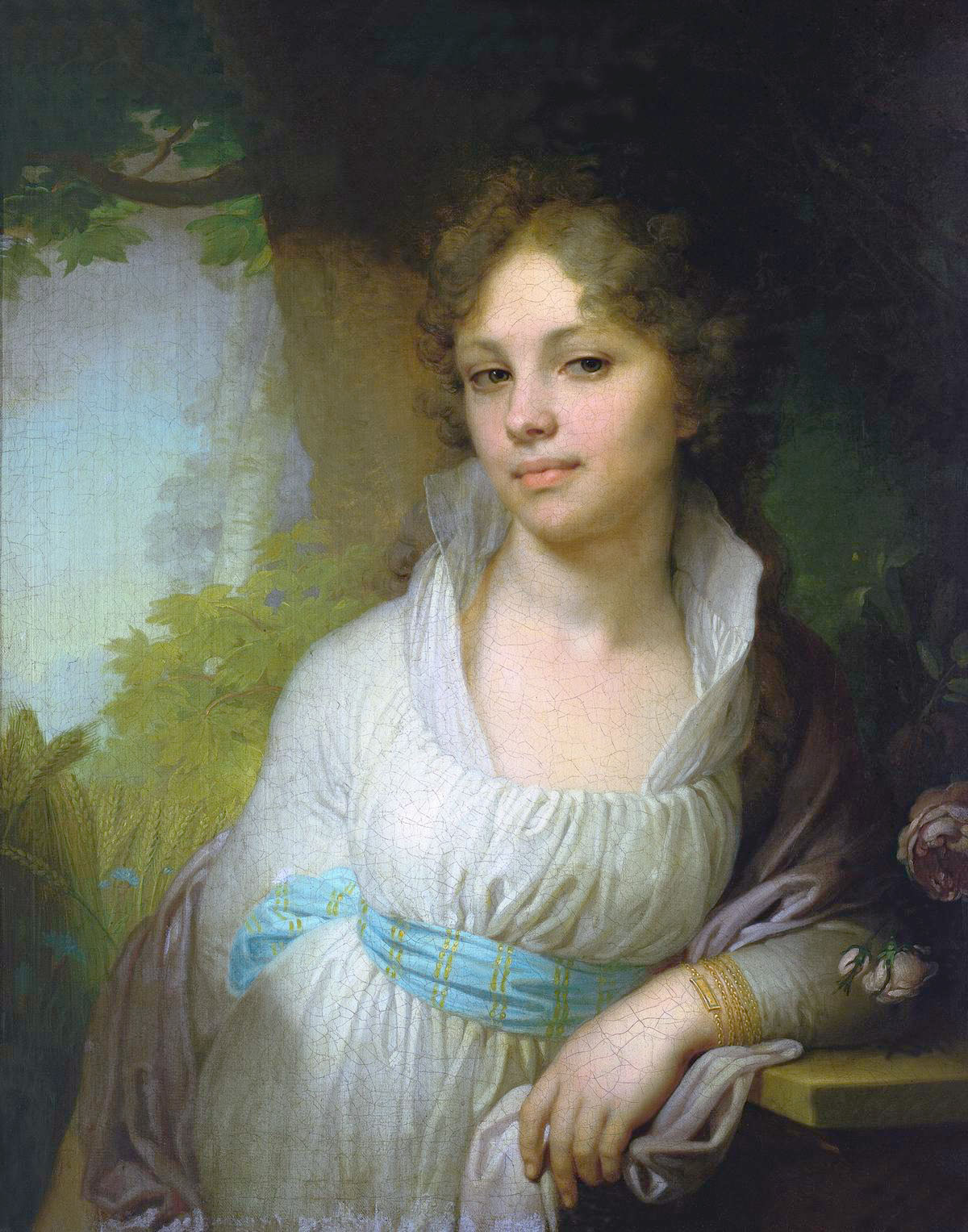
Portrait de Maria Lopoukhina, 1797
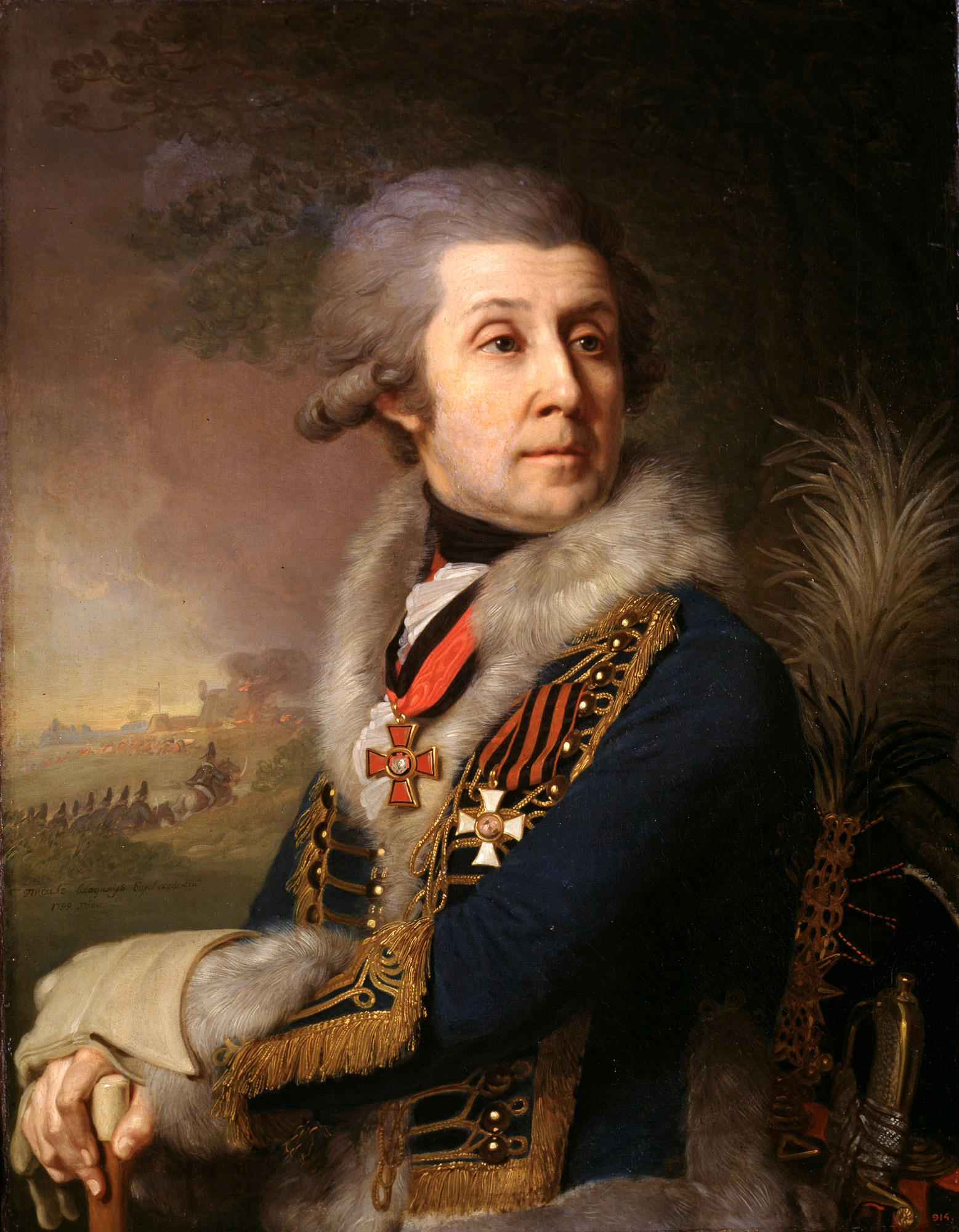
Portrait de F. A. Borovsky, 1799
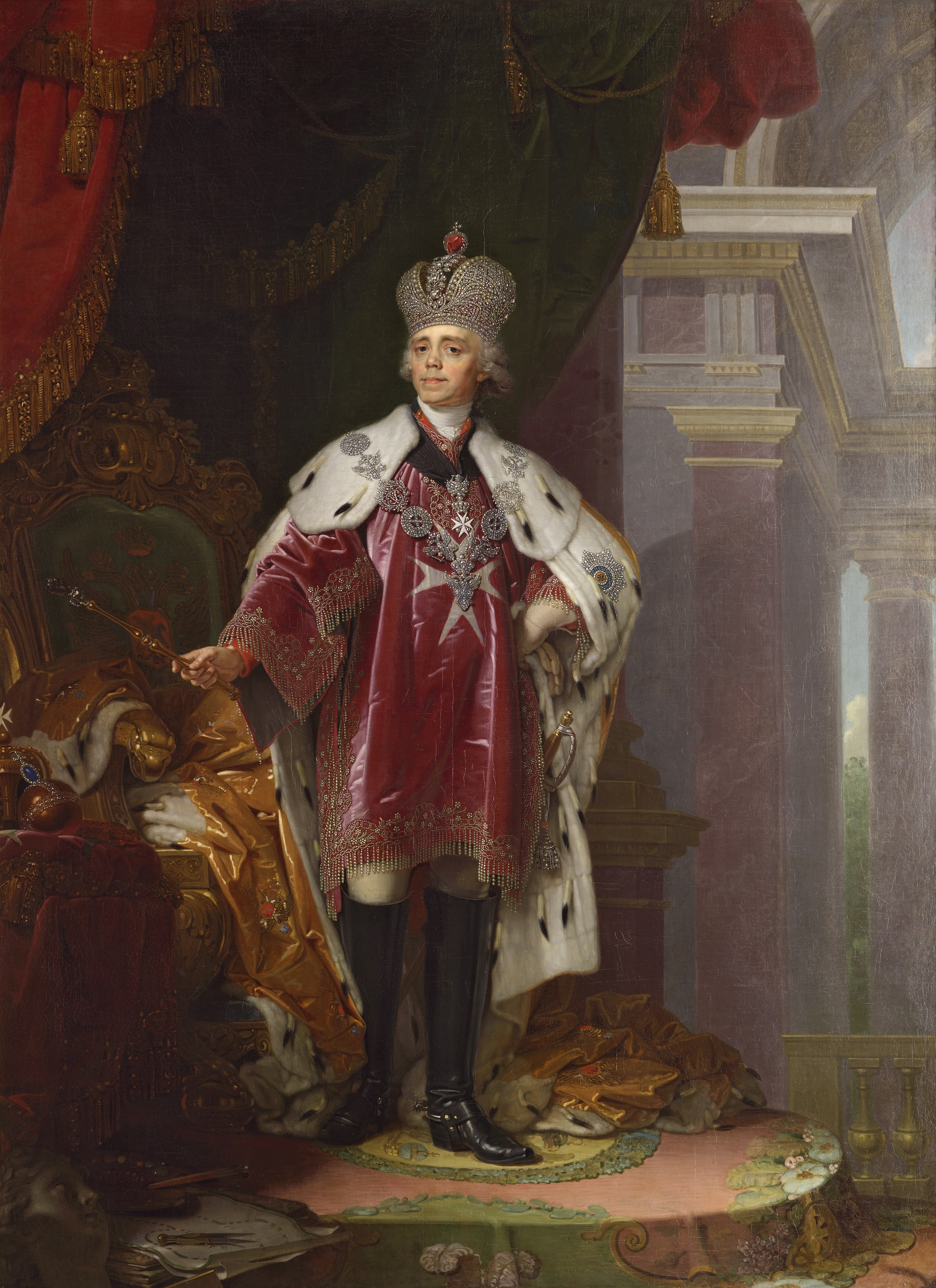
Portrait de Paul Ier
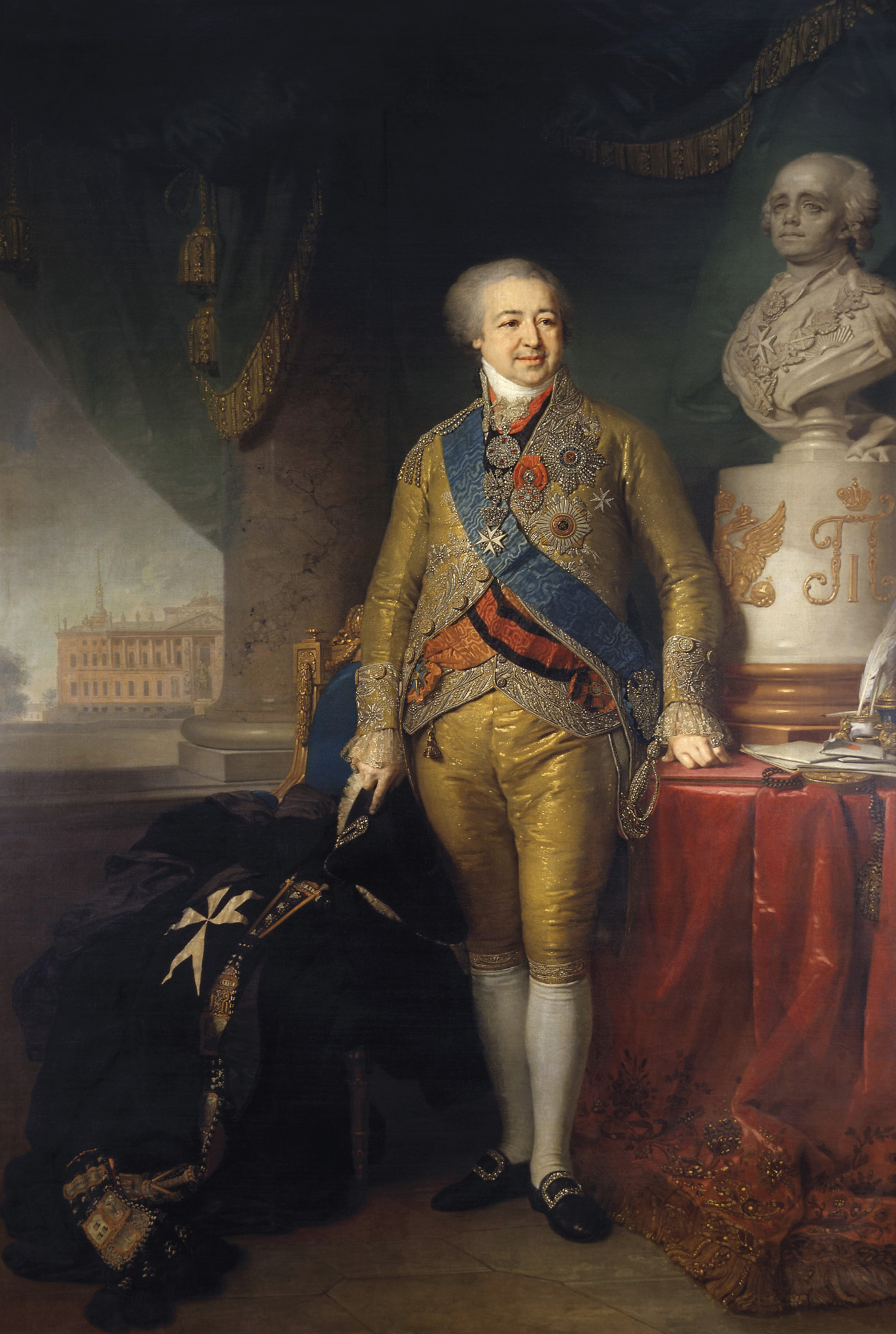
Portrait d'Alexandre Kourakine, 1801-1802
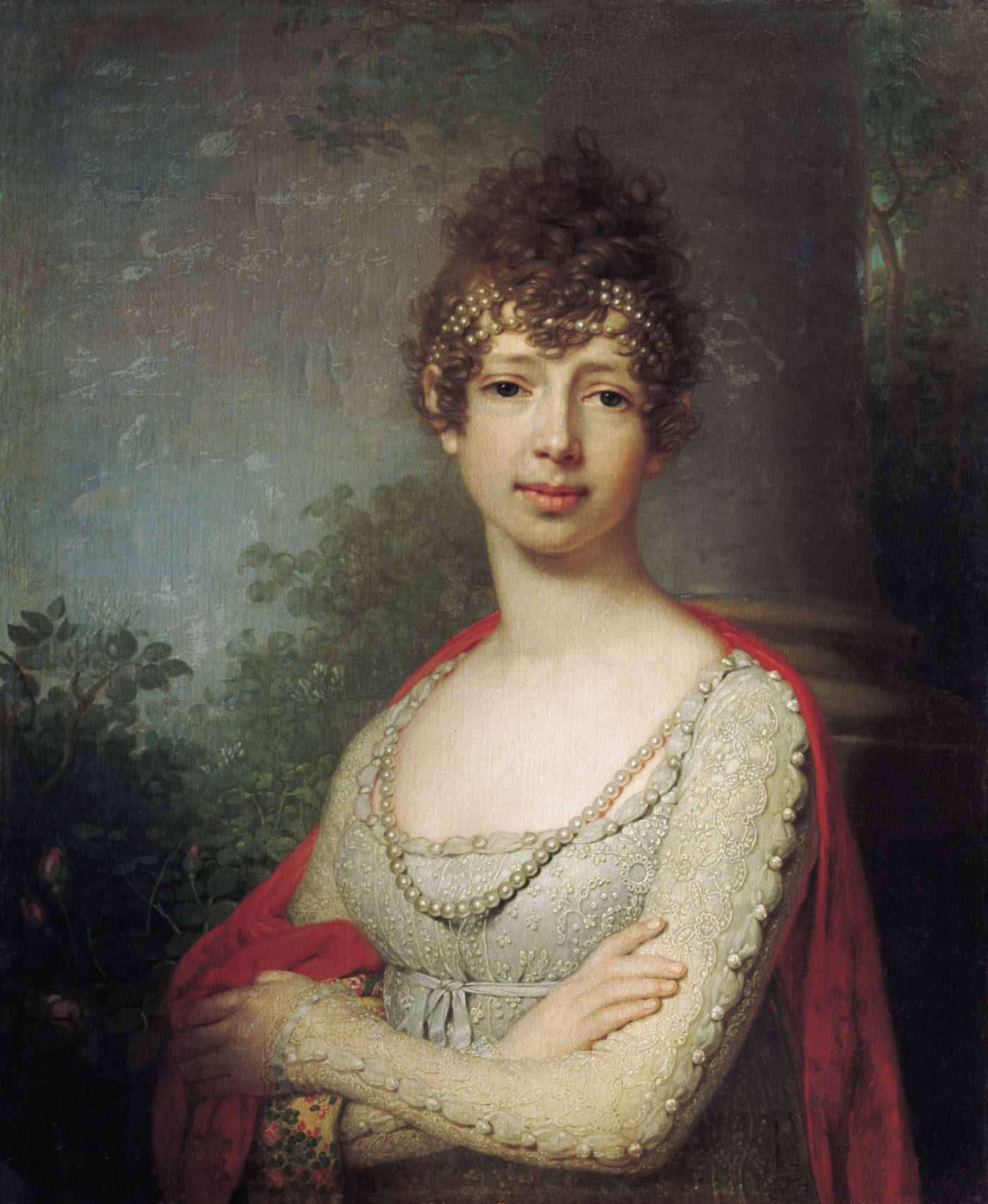
Portrait de Maria Pavlovna de Russie, c. 1800
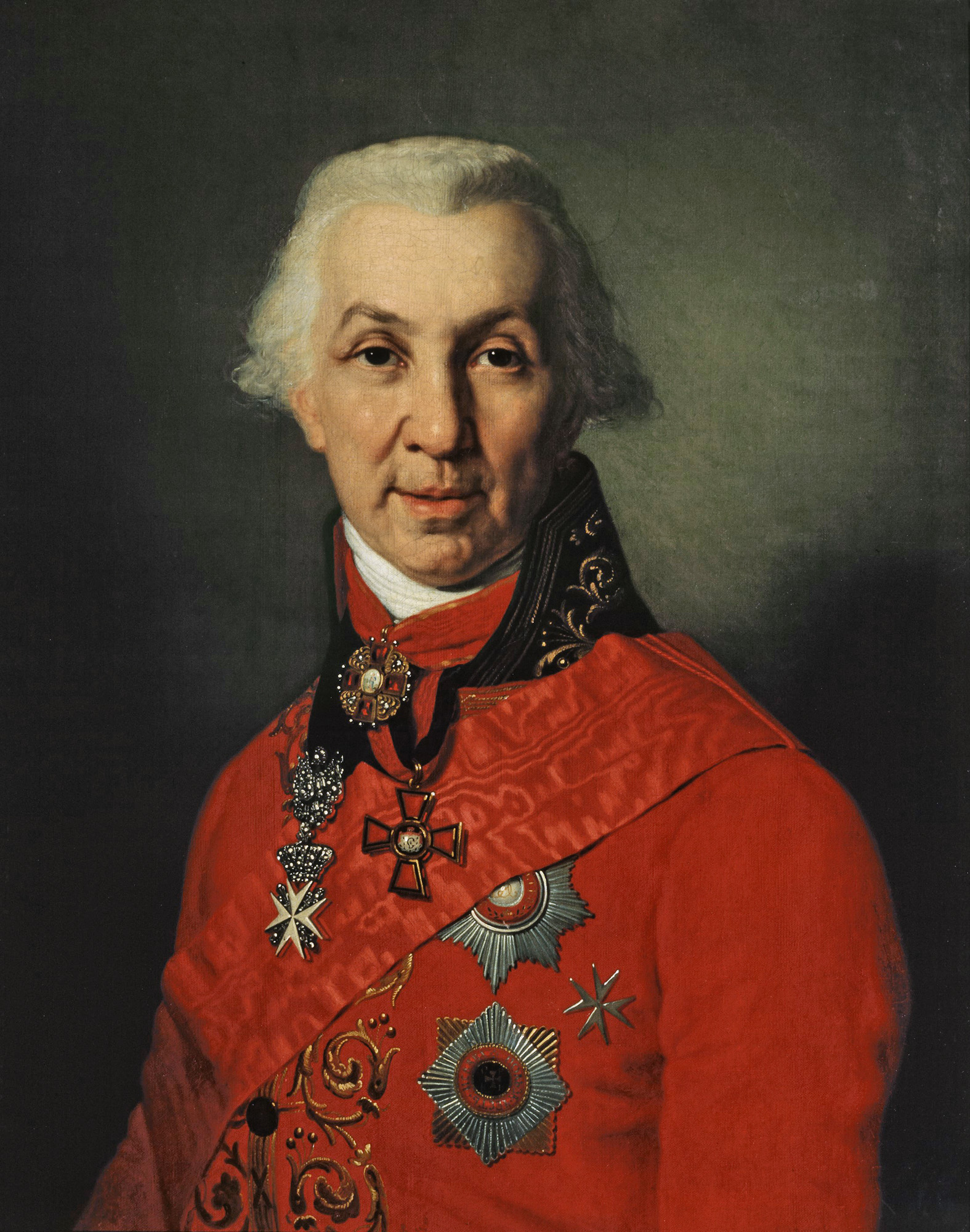
Portrait de Gavrila Derjavine, 1811
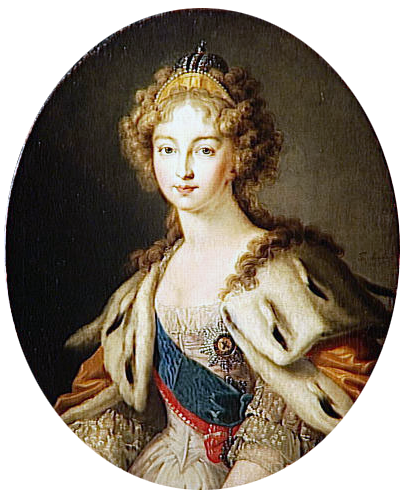
Portrait de la tsarine Elisabeth Alexeïevna, 1814
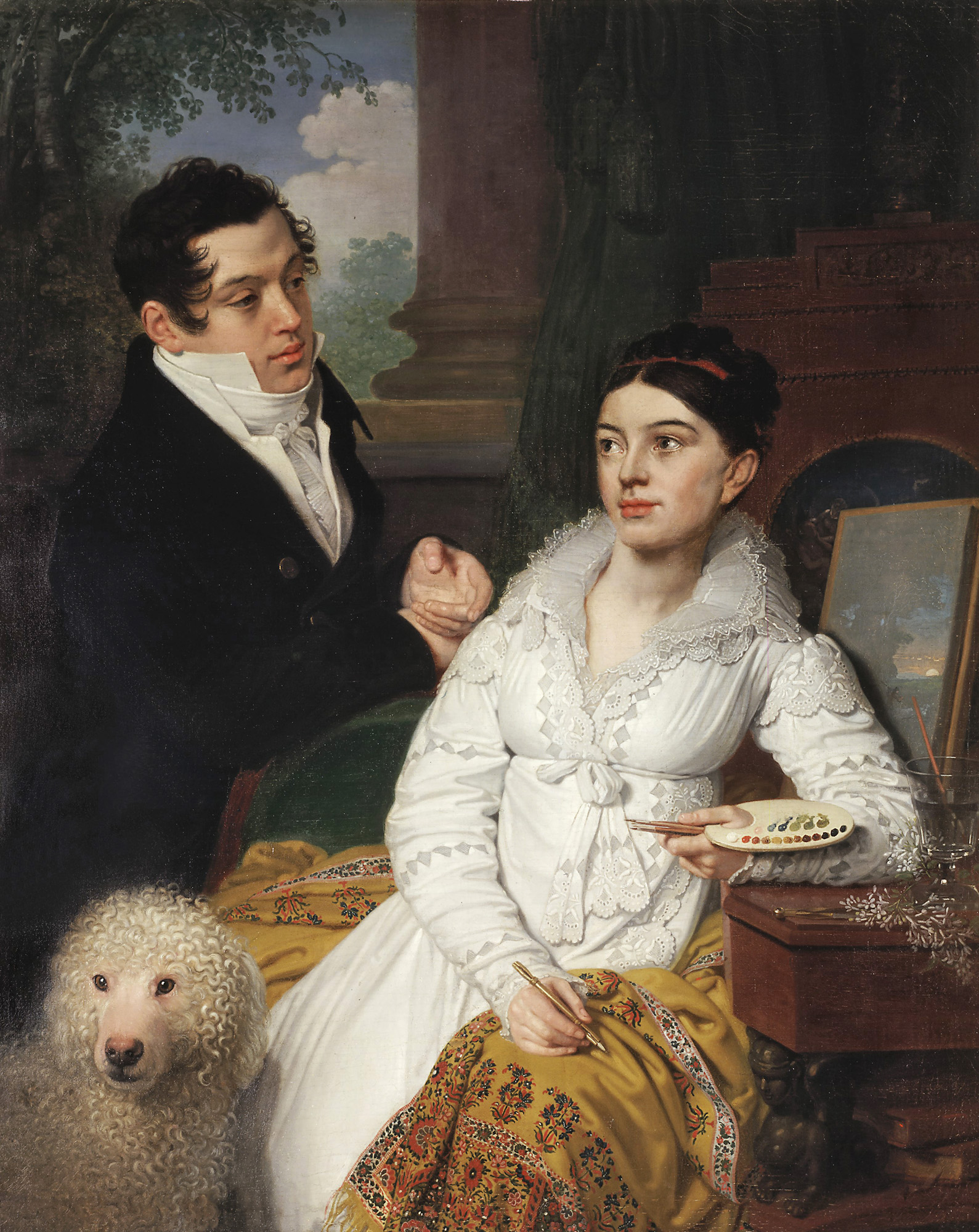
Portrait de A. G. and A. A. Lobanov-Rostovsky, 1814
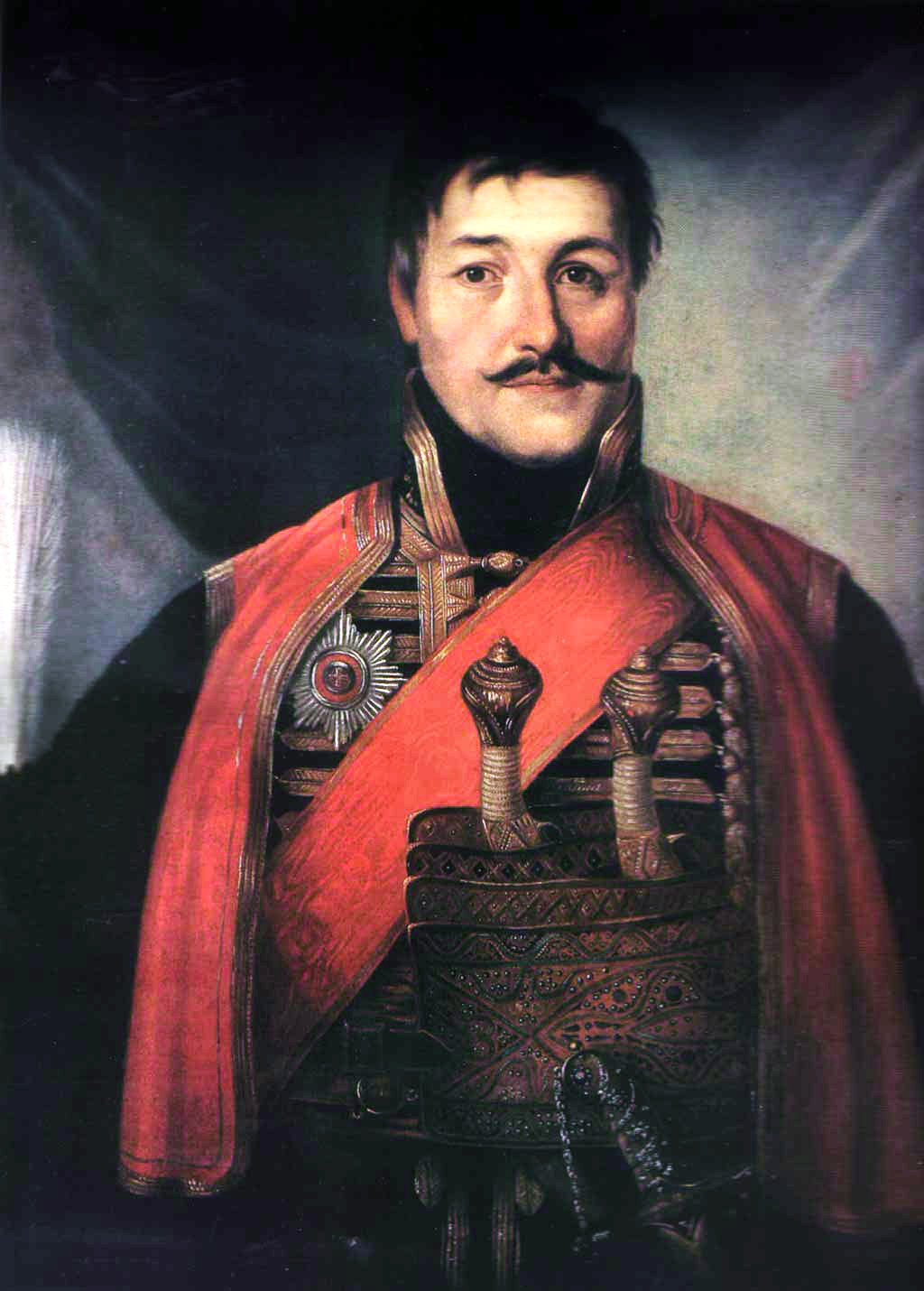
Karađorđe, prince de Serbie, 1816
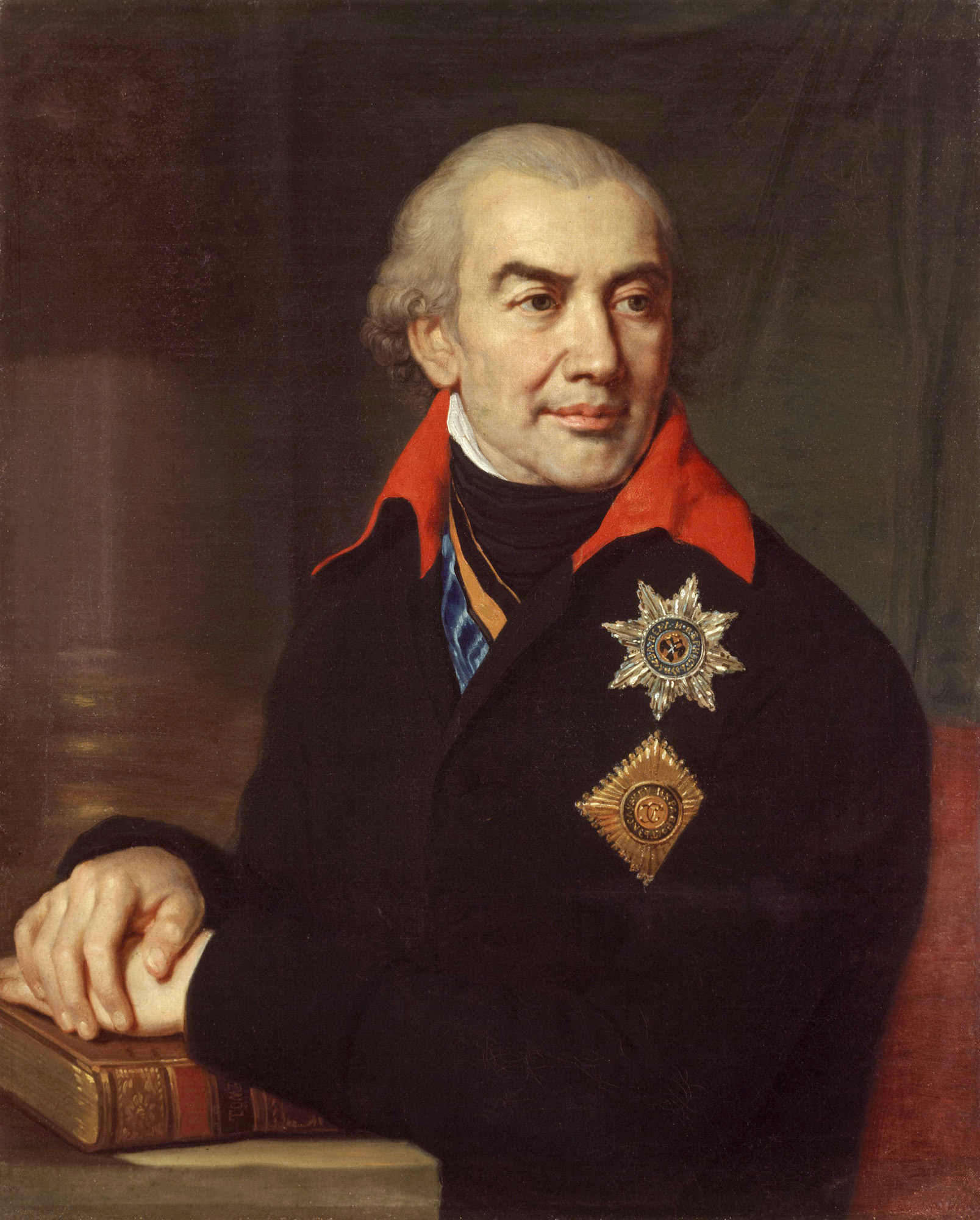
Portrait du prince G. S. Volkonski.
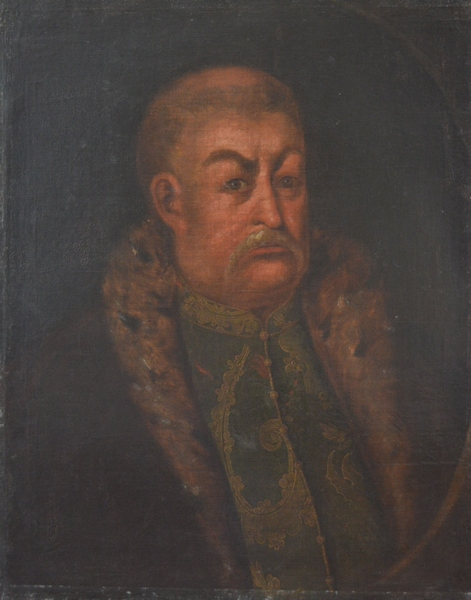
Léontyi Poloubotok.